# Bélesta (Pirineos Orientales)
Bélesta (en occitano Belhestar, en catalán Bellestar) es una comuna francesa  situada en el departamento de los Pirineos Orientales y la región Occitania. Pertenece al distrito de Perpiñán y al cantón de Latour-de-France.
Además, pertenece a la comarca tradicional y región natural de las Fenouillèdes. 

## Geografía
La comuna de Bélesta limita con Ille-sur-Têt, Montalba-le-Château, Caramany, Cassagnes, Montner, Millas y Néfiach.

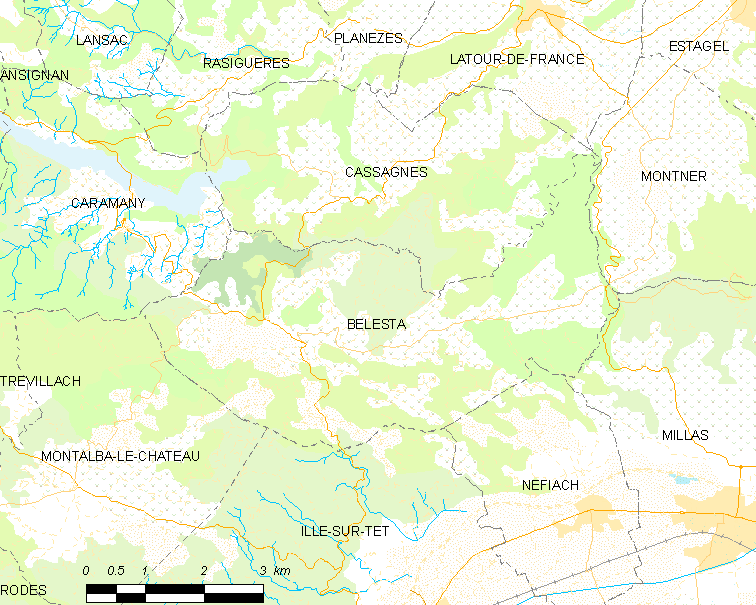
Situación de Bélesta

## Gobierno y política

### Alcaldes
| Alcalde            | Período         |
| ------------------ | --------------- |
| Nicolas Malet      | 1792-1792       |
| Jean-Paul Laurent  | 1792-1793       |
| Jacques Biles      | 1793-1801       |
| François Olive     | 1801-1808       |
| Jacques Biles      | 1808-junio 1815 |
| Baptiste Pugnaud   | junio 1815-1816 |
| Jacques Biles      | 1816-1820       |
| Baptiste Pugnaud   | 1820-1830       |
| Dominique Bergès   | 1830-1831       |
| Jacques Chaluleu   | 1831-1831       |
| Étienne Chaluleu   | 1831-1834       |
| Jacques Biles      | 1834-1835       |
| Étienne Mérou      | 1835-1840       |
| Ballagar Delonca   | 1840-1846       |
| Étienne Mérou      | 1846-1855       |
| Pierre Marquet     | 1855-1864       |
| Prosper Biles      | 1864-1865       |
| Pierre Mérou       | 1865-1871       |
| Jean Vidal         | 1871-1896       |
| Jean Olive         | 1896-1900       |
| Jean Roque         | 1900-1904       |
| Auguste Delebart   | 1904-1908       |
| Sixte Chaluleu     | 1908-1912       |
| Léon Vidal         | 1912-1914       |
| Justin Saly        | 1914-1917       |
| Jean Olive         | 1917-1919       |
| Léon Vidal         | 1919-1935       |
| Paul Biles         | 1935-1936       |
| Pierre Pasquier    | 1936-1945       |
| Joseph Lacour      | 1945-1953       |
| Pierre Pasquier    | 1953-1962       |
| Norbert Saly       | 1962-1977       |
| Louis Baills       | 1977-2001       |
| Gilbert Bourniole  | 2001-2007       |
| Roger Morin        | 2007-2014       |
| Frédéric Bourniole | 2014-           |

## Demografía
| 306 | 312 | 262 | 247 | 223 | 215 |
| Para los censos de 1962 a 1999 la población legal corresponde a la población sin duplicidades (Fuente: INSEE [Consultar]) |     |     |     |     |     |